# Сентелек
Сентелек — село в Чарышском районе Алтайского края. До 4 марта 2022 года центр Сентелекского сельсовета.

## История
Ранняя дата возникновения села и происхождение наименования не установлены документально. Одна из версий, основанная на опросе старожилов, говорит о том, что село создали переселенцы из центральной России в 1829 году, когда в первой половине XIX века началось активное заселение Уймонской долины на Алтае. Вероятно, вначале, так же, как и в других случаях, земли арендовались жителями деревни, и только потом она была зарегистрирована официально.
Дата регистрации села обозначена в архивном фонде Алтайского горного правления «Ревизские сказки по деревням Чарышской волости, Бийского уезда за 1834 год». В них говорится о деревне Сентелецкой Чарышской волости, Бийского уезда, Томской губернии ― февраль 1834 года (ФД 2. О п. 1 д. 8260. Л 342). Именно в 1834 году села были объединены в Уймонскую инородную управу.
В 1911 году упоминается о Сентелекской Варваринской ярмарке в селе Сентелек Бащелакской волости. Ярмарка собирала до 2 тысяч торговцев и покупателей из окрестных сел и деревень, а товары привозили около 50 торговых лавок и купцов. Торговали, в основном, хлебом, а также промышленными товарами мануфактурой, железом и железно-скобяными изделиями, галантереей. Продавали и покупали мясо, жировой товар и пушнину. В ярмарке участвовали промысловики и торговцы из коренных жителей (телеутов). В 1911 году на ярмарку было привезено учтенных товаров на 17 тыс. руб. и продано на 3,5 тыс. руб.
Наименование села, предположительно, возникло от тюркского слова «сентелек», коренные жители Алтая говорят, что слово переводится как «олень», другие старожилы называют источником имени села реку Сентелек. 

## География
Село расположено в южной части региона в долине одноимённой реки Сентелек, в месте впадения в Чарыш. Долину окружают отроги Бащелакского хребта высотой от 500 до 1200 над уровнем моря.

## Климат
Средняя температура января −17 °C, июля +18 °C. Годовое количество атмосферных осадков — 600 мм.

## Население
| 1926 | 1997  | 1998  | 1999  | 2000  | 2001 |
| ---- | ----- | ----- | ----- | ----- | ---- |
| 1093 | ↘1005 | ↗1023 | ↗1033 | ↘1022 | ↘986 |
| 2002 | 2003  | 2004  | 2005  | 2006  | 2007 |
| ↗992 | ↘962  | ↗991  | ↗998  | ↘928  | ↘860 |
| 2008 | 2009  | 2010  | 2011  | 2012  | 2013 |
| ↗866 | ↗879  | ↘839  | ↘836  | ↘819  | ↘805 |

## Экономика
В селе находятся предприятия по производству и переработке сельхозпродукции, общеобразовательная школа, детский сад, медучреждение, сеть магазинов, центры досуга. Основное направление экономики — мясомолочное животноводство, мараловодство, коневодство и пчеловодство. В селе расположено Новоталицкое опытно-производственное хозяйство, занимающееся разведением крупного рогатого скота, маралов и племенных лошадей.

## Туризм
В летнее время Сентелек является одним из мест, которые охотно посещают туристы.
Спелеологи из Томского университета в 1970 году нашли две пещеры в окрестностях села Сентелек: Поганая и Покровская (15 и 5 метров глубины). В 1991 году близ села Шульгой Петром Ивановичем был открыт археологический комплекс «Царский курган», относящийся к VI—IV векам до н. э. Найденные погребальные пирамиды, курганы и стоянки древнего человека представляют большой интерес для учёных. Интерес у туристов вызывают грот «Урочище Балчиково‐9», в 4 км западнее села у подножья г. Балчикова и 13-метровый карстовый колодец на правом берегу реки Сентелек и её правого притока, реки Солоновки.
В Сентелеке есть несколько гостевых домиков, а также на усадьба «Лесная», рыбацкая деревня «Ауловский плес». Помимо экскурсий к озеру «Озерное», водопаду «Хрустальный», есть маршрут к археологическому комплексу «Царский курган» диаметр которого равен 46 метрам, а высота достигает 2 метров. Курган — место захоронения вождей древних племен, его возраст — более 2,5 тысячелетий.

Разработан маршрут сплава по реке Чарыш, можно сходить на пасеку и маральник, воспользоваться услугами пантовых лечебных ванн, которые круглый год принимают туристов на берегу реки Сентелек.
- Царский курган около села Сентелек

## Люди
В селе родился Герой Советского Союза Дмитрий Пастухов.